# Erdélyi Miklós (színházigazgató)
Erdélyi Miklós; Pósa (Zombor, 1868. május 22. – Nagyvárad, 1934. február 10.) színész, titkár, színigazgató.

## Életútja
Pósa Miklós és Virág Alojzia fia. 1885-ben lépett először színpadra Gerőfy Andornál, kisebb szerepekben tűnt fel. 1891-től Somogyi Károlynál játszott Nagyváradon. Somogyi Károly halála után az egész színház vezetését ő vette át és ügyességével irányította társulatát. 1925. január 1-jén vonult nyugdíjba. Miután visszavonult, gazdálkodni kezdett birtokán. Felesége, E. Kovács Mariska megosztotta vele a gazdasági gondokat. Erdélyi Miklós éveken keresztül kétfogatú kocsin járt be a városba és ő maga szállította házhoz a tejet megrendelőinek. A gazdálkodás azonban nem bizonyult jövedelmezőnek, ezért később a szőlőjében nyári vendéglőt rendezett be, amelyet a városi előkelőség is szívesen látogatott.
Pár évvel később a színház súlyos anyagi gondokkal küzdött, s pénzre volt szüksége, hogy újjáéledjen. Ekkor újból meghívták Erdélyit a színház élére. Nagy áldozatkészséggel, tele a színház megmentése iránti ambícióval, pár százezer lej befektetéssel újból átvette az igazgatást. Ezt a befektetett tőkét azonban csak nagy áldozat árán tudta előteremteni: kedves családi ékszereit, drága briliánsokat, aranyneműt, ezüsttárgyakat és műkincseit zálogosította el, abban a reményben, hogy fáradhatatlan munkássággal sikerül felvirágoztatni a színházat. A fellendülés azonban nem következett be, ezért nemhogy az elzálogosított tárgyakat visszaváltani, de még szőlészei fizetését nem tudta előteremteni. A nyomasztó anyagi gondok, s a bizonytalanság miatt 1929-ben feleségét is elvesztette. Erdélyit súlyosan érintette felesége tragikus halála. Érelmeszesedése is egyre jobban elhatalmasodott, így meg kellett válnia a színháztól.
Erdélyi anyagilag teljesen összeomlott. Veje, Gróf László abban az időben költözött Bukarestbe és magával vitte az állandóan, pesszimisztikus hangulatban élő öregurat. Míg Gróf Lászlónak jól ment, addig Erdélyi is kényelemben élhetett az idegen városban, azonban nemsokára Grófék sorsa is rosszra fordult, ezért Erdélyi Miklós elhatározta, hogy ő is dolgozni fog. Autó-, majd szőnyegügynök lett és úgy cipelte öreg vállain a bizományba kapott nehéz szőnyegeket, mint egy hordár. De ha a főváros utcáin erdélyi emberekkel találkozott, sohasem panaszkodott, csak azt üzente mindig haza, hogy még egyszer életében szeretne színigazgató lenni. Ez a vágya azonban már nem teljesülhetett. 1933-ban annyira legyengült, hogy egy bukaresti kórházba szállították, ahonnan levelet írt Nagyváradra, amelyben elmondta, hogy egyetlen kívánsága, hogy vigyék haza. Régi kedves közönségétől már csak egy kórházi ágyat kért, ott akart meghalni a Körös-parton, ahol a felesége is nyugszik, s ahol valaha oly szép időket töltött. A Szigligeti Társaság vitette haza. A kórházban régi barátai és ismerősei gyakran meglátogatták. 1934. február 10-én szombaton egyszerre rosszul lett, majd elveszítette eszméletét, feleségét, majd pedig unokáját, Gróf Pubit emlegette. Vasárnap reggel nyolc órakor pedig egy fehérruhás apáca lezárta szemeit. Érelmeszesedés következtében beállott végelgyengülésben hunyt el szegényen és elhagyatottan a vármegyei közkórház egyik harmadosztályú ágyán. Tragikus halála az egész városban mély részvétet keltett.
Felesége Kovács Mariska (Budapest, 1864.–Nagyvárad, 1929. július 16.) színésznő volt (korábban Polgár Sándor férje), akivel 1900-ban kötött házasságot.

## Fontosabb szerepei
- Vogel Vilmos (Sudermann: A pillangócsata)
- Ottokar (Strauss: A cigánybáró)
- Rodrigo (Shakespare: Othello)

## Működési adatai
1885–88: Gerőfy Andor; 1888: Jakab Lajos; 1889: Székesfehérvár; 1890: Aradi Gerő; 1891–1908: Somogyi Károly, titkár.
Igazgatóként: 1908–21: Nagyvárad.